# Stemonitis splendens
Stemonitis splendens es una especie de moho plasmodial.

## Descripción

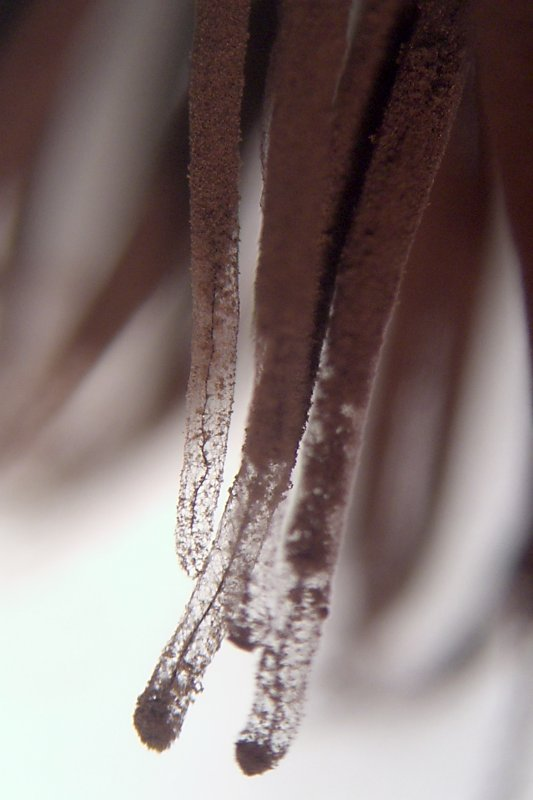
Detalle de esporangios

### Cuerpo fructífero
Los esporangios son de color marrón purpúreo oscuro, lisos, secos, de 10–20 mm de alto, y 1–2 mm de diámetro. El tallo es negro, de 3–5 mm de largo, y menos de 1 mm de espesor.

### Esporas
Las esporas miden 6–9 µm de diámetro, son de color marrón, globosas, y cubiertas de pequeñas verrugas.

## Ecología y distribución
Los especímenes crecen en grupos pequeños, compactos sobre madera en descomposición. Es bastante común dentro de su rango de distribución. En Australia la especie ha sido observada en todos los estados.